# آيت الطالب (سيدي يوسف بن أحمد)
آيت الطالب هي إحدى مشيخات المملكة المغربية، تتبع جغرافيا لإقليم صفرو وإداريًا لسيدي يوسف بن أحمد. يقدر عدد سكانها بـ 4638 نسمة حسب الإحصاء الرسمي للسكان والسكنى لسنة 2004.